# Stazione meteorologica di Sessa Aurunca
La stazione meteorologica di Sessa Aurunca è la stazione meteorologica di riferimento relativa alla località di Sessa Aurunca.

## Coordinate geografiche
La stazione meteo si trova nell'Italia meridionale, in Campania, in provincia di Caserta, nel comune di Sessa Aurunca, a 204 metri s.l.m. e alle coordinate geografiche 41°14′N 13°56′E.

## Dati climatologici
In base alla media trentennale di riferimento 1961-1990, la temperatura media del mese più freddo, gennaio, si attesta a +7,7 °C; quella dei mesi più caldi, luglio e agosto, è di +24,4 °C  .
| Sessa Aurunca      | Mesi | Mesi | Mesi | Mesi | Mesi | Mesi | Mesi | Mesi | Mesi | Mesi | Mesi | Mesi | Stagioni | Stagioni | Stagioni | Stagioni | Anno |
| Sessa Aurunca      | Gen  | Feb  | Mar  | Apr  | Mag  | Giu  | Lug  | Ago  | Set  | Ott  | Nov  | Dic  | Inv      | Pri      | Est      | Aut      | Anno |
| ------------------ | ---- | ---- | ---- | ---- | ---- | ---- | ---- | ---- | ---- | ---- | ---- | ---- | -------- | -------- | -------- | -------- | ---- |
| T. max. media (°C) | 10,7 | 11,9 | 14,4 | 18,1 | 22,7 | 27,3 | 29,8 | 29,4 | 25,8 | 21,0 | 16,1 | 12,1 | 11,6     | 18,4     | 28,8     | 21,0     | 19,9 |
| T. min. media (°C) | 4,7  | 5,4  | 6,8  | 9,5  | 13,2 | 16,8 | 19,1 | 19,4 | 17,0 | 13,5 | 9,9  | 6,6  | 5,6      | 9,8      | 18,4     | 13,5     | 11,8 |